# Laussou
Laussou is een gemeente in het Franse departement Lot-et-Garonne (regio Nouvelle-Aquitaine) en telt 252 inwoners (2004). De plaats maakt deel uit van het arrondissement Villeneuve-sur-Lot.

## Geografie
De oppervlakte van Laussou bedraagt 17,0 km², de bevolkingsdichtheid is 14,8 inwoners per km².
De onderstaande kaart toont de ligging van Laussou met de belangrijkste infrastructuur en aangrenzende gemeenten.

## Demografie
Onderstaande figuur toont het verloop van het inwonertal (bron: INSEE-tellingen).